# Yeon Je-woon
Yeon Je-woon (kor. 연제운; * 28. August 1994) ist ein südkoreanischer Fußballspieler.

## Karriere
Yeon Je-woon erlernte das Fußballspielen in den Schulmannschaften der Mokpo Yeondong Elementary School und der Mokpo Jeil Middle School, der Jugendmannschaft vom Seongnam FC, sowie der Universitätsmannschaft der Sun Moon University. Seinen ersten Vertrag unterschrieb er 2016 bei seinem Jugendverein Seongnam FC. Das Fußballfranchise aus Seongnam spielte in der ersten Liga des Landes, der K League 1. Am Ende der Saison stieg er mit Seongnam in die zweite Liga ab. 2018 wurde er mit dem Klub Vizemeister und stieg wieder in die erste Liga auf. Von März 2021 bis September 2022 wird der für den Gimcheon Sangmu FC in Gimcheon in der zweiten Liga spielen. Zu den Spielern des Vereins zählen südkoreanische Profifußballer, die ihren Militärdienst ableisten.